# Centre hospitalier universitaire
Pour les articles homonymes, voir Centre hospitalier et CHU.
 (juin 2018).
Un centre hospitalier universitaire (CHU) est un hôpital lié à une université. Cet hôpital est soit un service de l'université, soit une entité distincte liée à cette dernière par une convention. Le CHU peut ainsi permettre la formation théorique et pratique des futurs professionnels médicaux, personnels paramédicaux et chercheurs en sciences de la santé.

## Algérie
- Région Centre :
  - CHU Mustapha Pacha (Faculté de médecine d'Alger) ;
  - CHU Hussein Dey (Faculté de médecine d'Alger) ;
  - CHU Beni Messous (Faculté de médecine d'Alger) ;
  - CHU Bab El Oued (Faculté de médecine d'Alger) ;
  - CHU Douera (Faculté de médecine d'Alger) ;
  - CHU Blida (Faculté de médecine de Blida) ;
  - CHU Tizi-Ouzou (Faculté de médecine de Tizi-Ouzou) ;
  - CHU Béjaïa (Faculté de médecine de Béjaïa).
- Région Est :
  - CHU Constantine (Faculté de médecine de Constantine) ;
  - CHU Annaba (Faculté de médecine de Annaba) ;
  - CHU Sétif (Faculté de médecine de Sétif) ;
  - CHU Batna (Faculté de médecine de Batna).
- Région Ouest :
  - CHU Tlemcen (Faculté de médecine de Tlemcen) ;
  - CHU Sidi Bel Abbès (Faculté de médecine de Sidi Bel Abbès) ;
  - CHU Oran (Faculté de médecine d'Oran) ;
  - EHU Oran (Faculté de médecine d'Oran) ;
  - CHU Mostaganem (Faculté de médecine de Mostaganem).

## Belgique
- Francophone :
  - Cliniques universitaires Saint-Luc (Bruxelles), appartenant à l'UCLouvain ;
  - CHU UCLouvain Namur (trois sites : Mont-Godinne, Dinant et Salzinnes), appartenant à l'UCLouvain[1] ;
  - Hôpital Érasme (Bruxelles), appartenant à l'ULB[2] ;
  - CHU de Charleroi (comprend plusieurs sites dans l'agglomération de Charleroi), lié à l'ULB[3] ;
  - CHU Tivoli (La Louvière), lié à l'ULB[4] ;
  - Centre hospitalier universitaire de Bruxelles (comprend plusieurs sites dans la région de Bruxelles-Capitale), lié à l'ULB et à la VUB[5],[6] ;
  - Centre hospitalier universitaire de Liège (comprend plusieurs sites dans l'agglomération de Liège), appartenant à l'ULiège ;
  - CHU Ambroise Paré (Mons), lié à l'ULB et l'UMons.
- Néerlandophone :
  - UZ Leuven (Louvain), lié à la KU Leuven[7] ;
  - UZ Antwerpen (Anvers), lié à l'UA[8] ;
  - UZ Brussel (Bruxelles), lié à la VUB[9] ;
  - UZC Brussel (Bruxelles), lié à l'ULB et à la VUB[5],[6] ;
  - UZ Gent (en) (Gand) lié à l'UGent[10].

## Bénin
- Centre Hospitalier Universitaire Départemental De L'Ouémé et du Plateau : CHUD-OP
- Centre National Hospitalier Et Universitaire De Cotonou : CNHU
- Hôpital d'instruction des armées, Centre Hospitalier et Universitaire Hubert koutoukou Maga de Cotonou :HIA-CHU HKM
- Centre National Hospitalier Universitaire De Psychiatrie De Cotonou : CNHUP
- Centre Hospitalier Universitaire de La Mère et De L'Enfant Lagune de Cotonou : CHU-MEL (ex HOMEL)
- Centre National Hospitalier et Universitaire de Pneumo-phtisiologie (CNHU-PP/C, PNT Bénin)[11],[12],[13]

## Burkina Faso
- Centre hospitalier universitaire Yalgado-Ouédraogo ;
- Centre hospitalier universitaire Souro-Sanou.

## Canada

### Nouveau-Brunswick
- Centre hospitalier universitaire Dr-Georges-L.-Dumont.

### Ontario
L'Ontario compte plusieurs centres hospitaliers universitaires affiliés à une faculté de médecine. Cependant, un seul offre un milieu d'enseignement clinique et de recherche en français.
- Hôpital Montfort, à Ottawa, affilié à l'Université d'Ottawa.

### Québec
Le Québec compte quatre centres hospitaliers universitaires francophones et un anglophone, qui sont constitués d'un nombre variable d'établissements fonctionnant en réseaux (Réseau universitaire intégré de santé) :
- Francophones :
  - centre hospitalier de l’Université de Montréal (CHUM), à Montréal, affilié à l'Université de Montréal ;
  - Hôpital du Sacré-Cœur de Montréal, à Montréal, affilié à l'Université de Montréal ;
  - Hôpital Maisonneuve-Rosemont, à Montréal, affilié à l'Université de Montréal ;
  - centre hospitalier universitaire Sainte-Justine (CHU Ste-Justine), à Montréal, affilié à l'Université de Montréal ;
  - centre hospitalier universitaire de Sherbrooke (CHUS), à Sherbrooke, affilié à l'Université de Sherbrooke ;
  - CHU de Québec, à Québec, affilié à l'Université Laval.
- Anglophone :
  - centre universitaire de santé McGill (CUSM), à Montréal, affilié à l'Université McGill.

## Corée du Nord
- Hôpital de maternité de Pyongyang à Pyongyang en Corée du Nord (Capacité : 1 500 lits).

## Espagne
- Hôpital universitaire Nuestra Señora de Candelaria (HUNSC), à Santa Cruz de Tenerife ;
- Hôpital universitaire des Canaries (HUC), à San Cristóbal de La Laguna.

## France
Il existe 31 CHU en France fonctionnant via une convention passée avec une ou plusieurs universités. Ils ont une triple mission de soins, d'enseignement et de recherche. Ces structures sont régies par des dispositions spécifiques du code de la santé publique et du code de l'éducation. 

## Maroc
Le Maroc compte dix CHU opérationnels et trois autres en cours de construction à Agadir, Laâyoune et Errachidia :
| Région                    | Ville      | Nom                                             | Faculté associée                                  | Capacité   |
| ------------------------- | ---------- | ----------------------------------------------- | ------------------------------------------------- | ---------- |
| Rabat-Salé-Kénitra        | Rabat      | CHU Ibn Sina                                    | Faculté de médecine et de pharmacie de Rabat      | 2 535 lits |
| Rabat-Salé-Kénitra        | Rabat      | Hôpital Universitaire Cheikh Zaid               | Faculté de médecine Abulcasis                     | 300 lits   |
| Casablanca-Settat         | Casablanca | CHU Ibn Rochd                                   | Faculté de médecine et de pharmacie de Casablanca | 1 560 lits |
| Casablanca-Settat         | Casablanca | Hôpital Universitaire Cheikh Khalifa            | Université Mohammed VI des Sciences de la Santé   | 205 lits   |
| Casablanca-Settat         | Bouskoura  | Hôpital Universitaire International Mohammed VI | Université Mohammed VI des Sciences de la Santé   | 260 lits   |
| Tanger-Tétouan-Al Hoceïma | Tanger     | CHU Mohammed VI                                 | Faculté de médecine et de pharmacie de Tanger     | 771 lits   |
| Fès-Meknès                | Fès        | CHU Hassan II                                   | Faculté de médecine et de pharmacie de Fès        | 1 050 lits |
| Marrakech-Safi            | Marrakech  | CHU Mohammed VI                                 | Faculté de médecine et de pharmacie de Marrakech  | 1 576 lits |
| Marrakech-Safi            | Marrakech  | CHU Ibn Tofail                                  | Faculté de médecine et de pharmacie de Marrakech  | 409 lits   |
| Marrakech-Safi            | Marrakech  | Hôpital Universitaire Privé de Marrakech        | Université Privée de Marrakech                    | 171 lits   |
| Oriental                  | Oujda      | CHU Mohammed VI                                 | Faculté de médecine et de pharmacie d'Oujda       | 673 lits   |
| Souss-Massa               | Agadir     | CHU Agadir (Ouverture fin 2023)                 | Faculté de médecine et de pharmacie d'Agadir      | 867 lits   |
| Laâyoune-Sakia El Hamra   | Laâyoune   | CHU Laâyoune (Ouverture fin 2023)               | Faculté de médecine et de pharmacie de Laâyoune   | 500 lits   |
| Drâa-Tafilalet            | Errachidia | CHU Errachidia (Ouverture fin 2023)             | Faculté de médecine et de pharmacie d'Errachidia  | 500 lits   |

## Nigeria
- Hôpital universitaire d'Ibadan.

## Pays-Bas
- Centre hospitalier Érasme de Rotterdam ;
- Centre médical universitaire de Leyde (LUMC) ;
- Centre hospitalier universitaire d'Utrecht (UMCU) ;
- Centre hospitalier universitaire de Groningue (UMCG) ;
- Centre hospitalier universitaire de Maastricht (MUMC+) ;
- Centre hospitalier Radboud de Nimègue ;
- Centre hospitalier de l'université d'Amsterdam (AMC) ;
- Center hospitalier de l'université libre (VUMC) à Amsterdam.

## Pologne
Les centres hospitaliers universitaires ont en Pologne la désignation de « (pl) Szpital kliniczny ». Ils sont rattachés aux universités ou facultés de médecine et, dans certains cas, à d'autres structures comme l'armée ou le ministère de l'intérieur et de l'administration (en). Les universités suivantes disposent d'un ou plusieurs centres :
- Białystok (université de médecine de Białystok) ;
- Bydgoszcz (Collegium medicum de l'université Nicolas-Copernic) ;
- Cracovie (Collegium medicum de l'université Jagellonne) ;
- Gdańsk et Gdynia (université de médecine de Gdańsk) ;
- Katowice et Zabrze (université de médecine de Silésie) ;
- Łódz (université de médecine de Łódz) ;
- Lublin (université de médecine de Lublin) ;
- Olsztyn (Collegium medicum de l'université de Varmie et Mazurie d'Olsztyn) ;
- Poznań (université de médecine Karol-Marcinkowski de Poznań) ;
- Opole (Collegium medicum de l'université d'Opole) ;
- Szczecin et Police (université de médecine de Poméranie) ;
- Varsovie et Otwock (université de médecine de Varsovie) ;
- Wrocław (université de médecine de Wrocław) ;
- Zielona Góra  (Collegium medicum de l'université de Zielona Góra).

## Sénégal

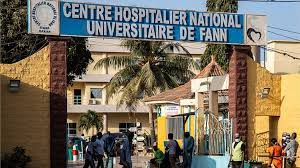
Centre Hospitalier National Universitaire de Fann

Centre Hospitalier National Universitaire de Fann : CHNU FANN,

## Suisse

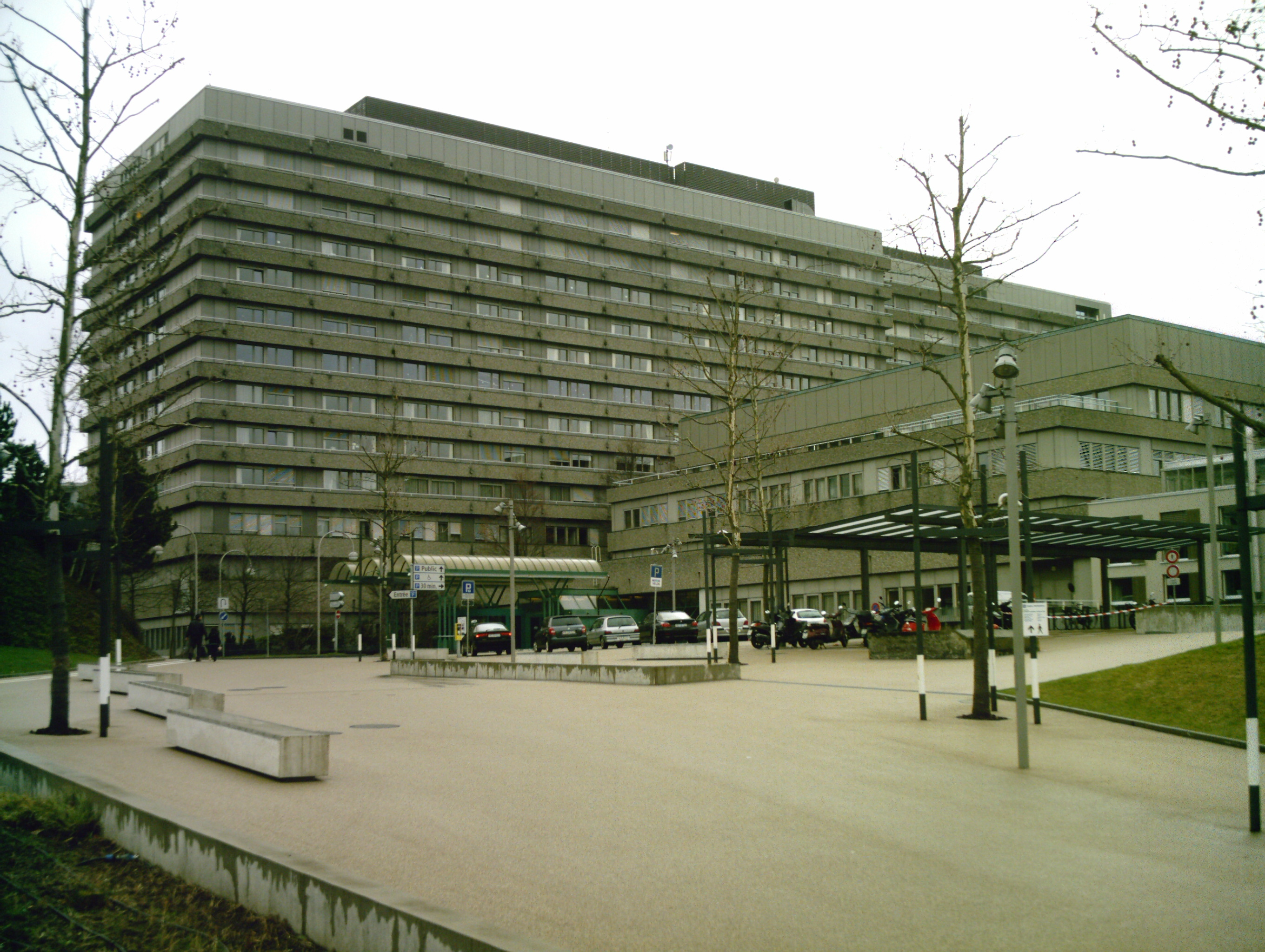
Bâtiment principal du Centre hospitalier universitaire vaudois (CHUV).

La Suisse compte cinq centres hospitaliers universitaires dont deux situés en Suisse romande (HUG et CHUV), les trois autres se trouvant dans des cantons alémaniques.
- Hôpitaux universitaires de Genève (HUG), à Genève, affiliés à la Faculté de médecine de l'Université de Genève ;
- Centre hospitalier universitaire vaudois (CHUV), à Lausanne, affilié à la Faculté de biologie et de médecine de l'Université de Lausanne ;
- Hôpital de l'Île (Inselspital) ou Hôpital universitaire de Berne (Universitätsspital Bern), à Berne, affilié à la Faculté de médecine de l'Université de Berne ;
- Hôpital universitaire de Bâle (Universitätsspital Basel) (USB) ;
- Hôpital universitaire de Zurich (Universitätsspital Zürich, University Hospital Zurich).

## Tunisie

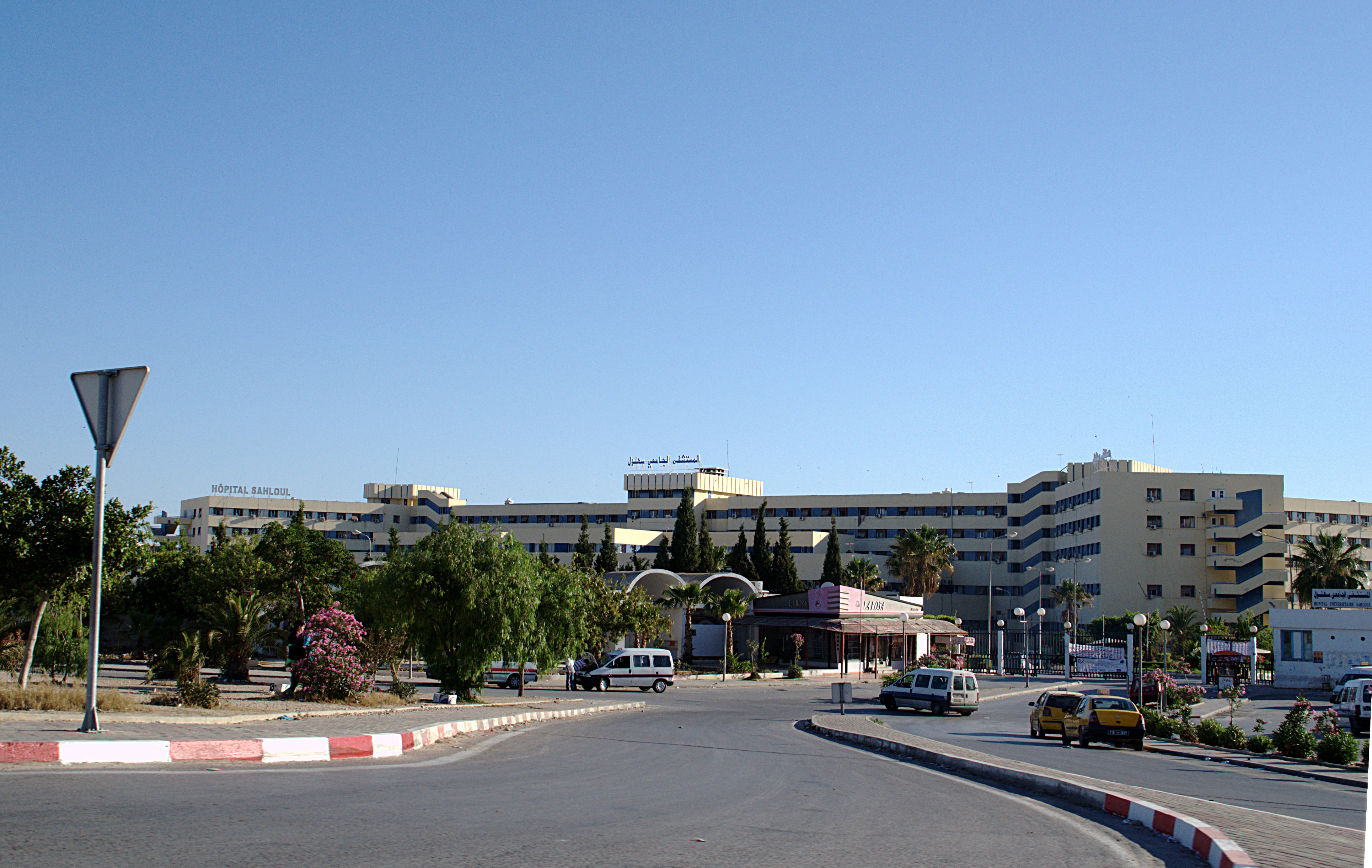
Entrée du CHU Sahloul de Sousse.

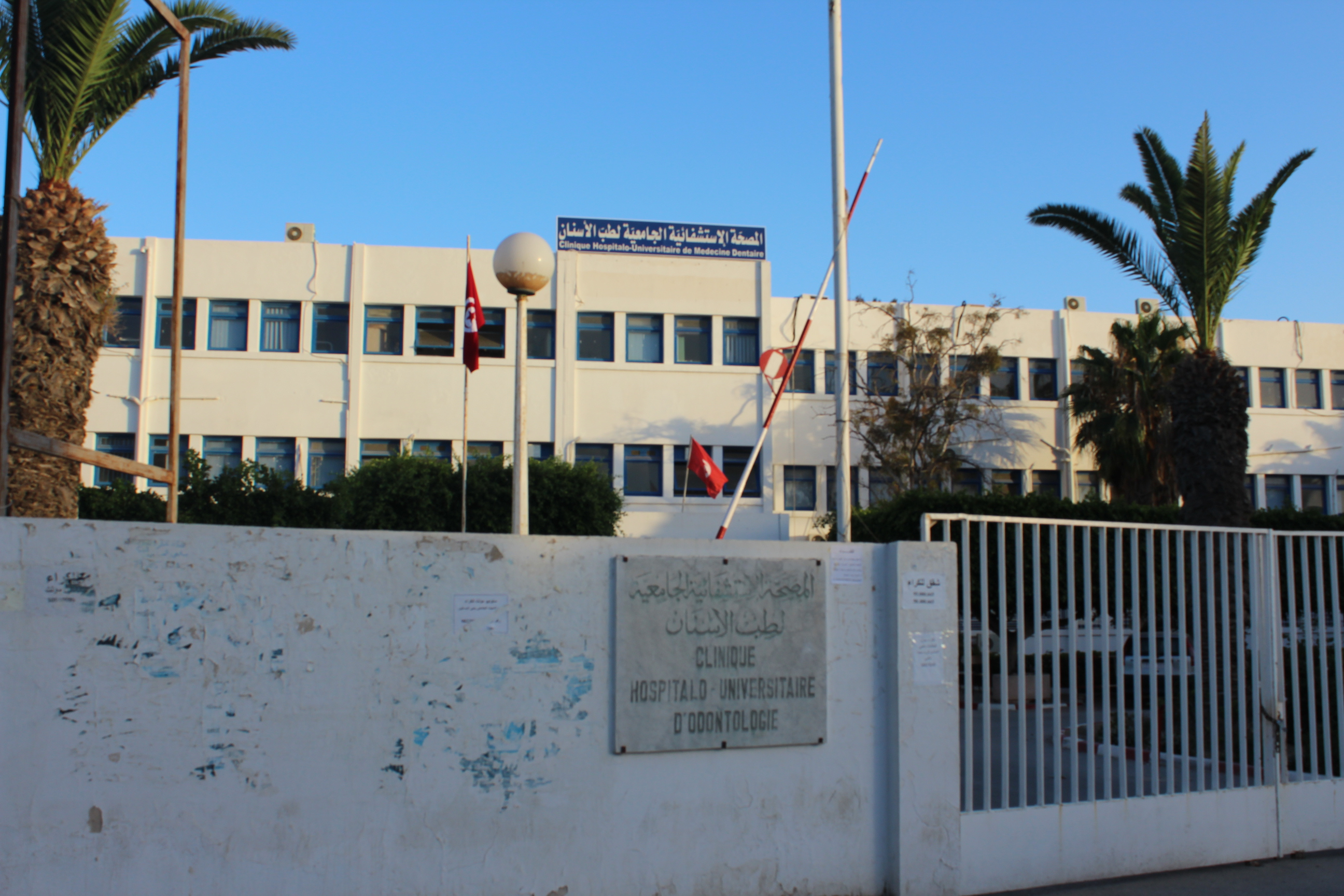
Clinique Hospitalo-universitaire de médecine
dentaire à Monastir.

- Les CHUs affiliés à la faculté de médecine de Tunis :
  - CHU Charles-Nicolle de Tunis ;
  - CHU La Rabta de Tunis ;
  - CHU Mongi-Slim de La Marsa ;
  - CHU Habib-Thameur de Montfleury de Tunis ;
  - CHU Taher-Maamouri (Notre Dame de Sion ville) de Nabeul[22] ;
  - CHU de Bizerte[23] ;
  - Hôpital militaire de Tunis.
- Les CHU affiliés à la faculté de médecine de Sousse :
  - CHU Sahloul de Sousse ;
  - CHU Farhat-Hached de Sousse.
- Les CHUs affiliés à la faculté de médecine de Monastir :
  - CHU Fattouma-Bourguiba de Monastir ;
  - CHU Tahar-Sfar de Mahdia.
- Le CHU affilié à la faculté de médecine dentaire de Monastir :
  - Clinique hospitalo-universitaire d'odontologie de Monastir.
- Les CHUs affiliés à la faculté de médecine de Sfax :
  - CHU Habib-Bourguiba de Sfax ;
  - CHU Hédi-Chaker de Sfax.